# Ledaspis distincta
Ledaspis distincta är en insektsart som först beskrevs av Leonardi 1914.  Ledaspis distincta ingår i släktet Ledaspis och familjen pansarsköldlöss. Inga underarter finns listade i Catalogue of Life.